# Irving Place Theatre

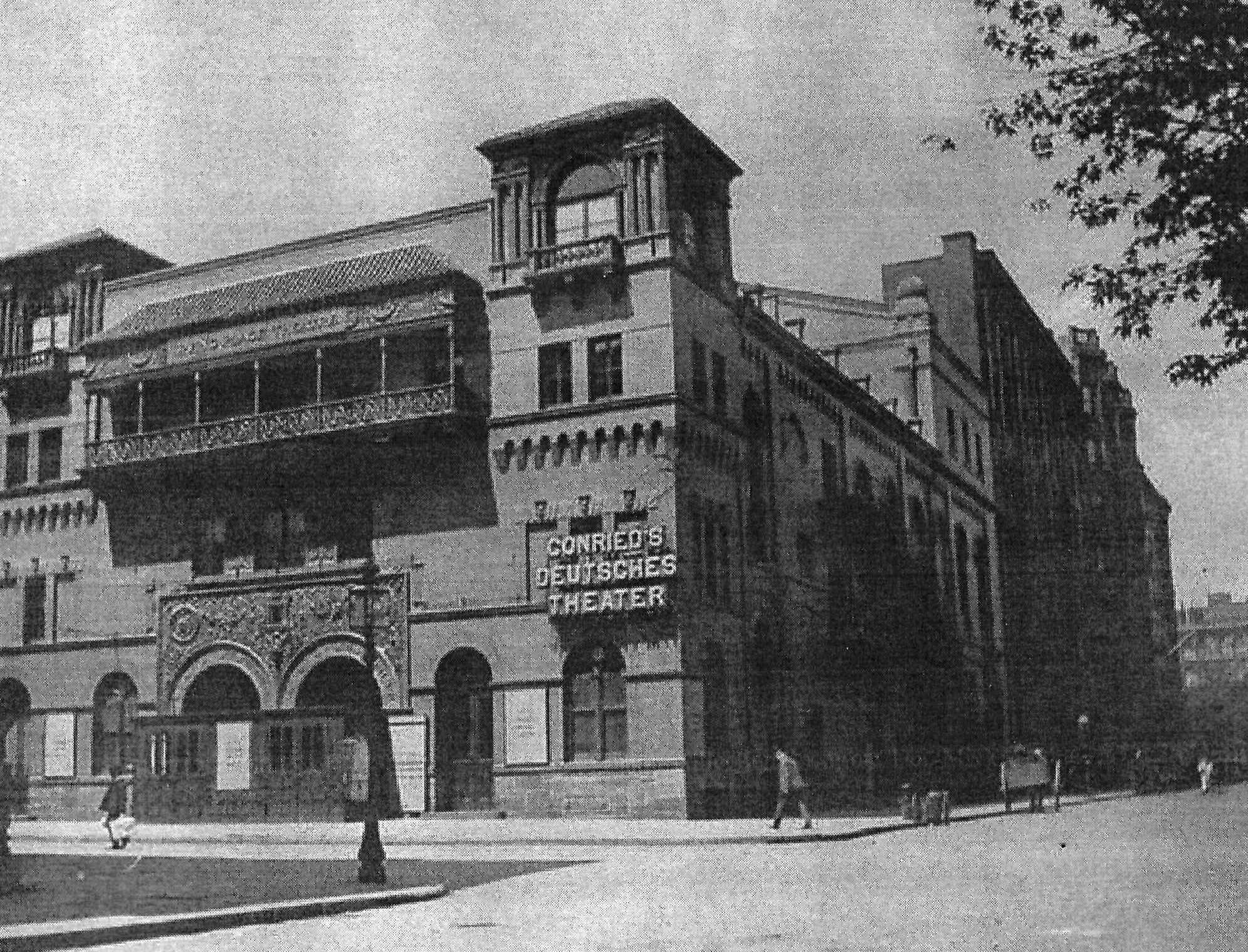
Das Irving Place Theatre als Conrieds Deutsches Theater

Das Irving Place Theatre befand sich an der südwestlichen Ecke der Kreuzung von der Irving Place and East 15th Street in der Nachbarschaft des Union Square in Manhattan, New York City. Erbaut 1888 war es zunächst ein deutschsprachiges Theater, ab 1918 ein Jiddisches Theater und in den 1920er und 1930er Jahren ein Burlesquen-Theater, ein Gewerkschaftsversammlungsgebäude und ein Kino. Abgebrochen wurde es 1984.

## Geschichte
Das originale Gebäude auf dem Grundstück war die 1860 eröffnete Irving Hall als ein Ort für Bälle, Konzerte und Vorträge. Auch eine Fraktion der Demokratischen Partei von New York nutzte das Gebäude.
1888 wurde das Gebäude umgebaut und neu als Amberg’s Deutsches Theater eröffnet. Manager war der deutschsprachige Auswanderer Gustav Amberg, der fünf Jahre später diese Funktion weitergab an Heinrich Conried, der es 1893 in Irving Place Theatre umbenannte, jedoch parallel bis 1903 zusätzlich als Conried’s Deutsches Theater. Für dieses verpflichtete er viele deutsche und österreichische Schauspieler, wie Adolf von Sonnenthal, Friedrich Mitterwurzer, Felix Schweighofer oder Lina Loos. Nach 1903 wechselte mehrfach die Direktion, so war 1907 bis 1913 Moritz Baumfeld, der Bruder von Ella Briggs, Direktor des Irving Place Theatre, das jedoch nie wieder an die Erfolge der Direktionszeit von Heinrich Conried anknüpfen konnte.
1918 wurde das Yiddish Art Theatre hier unter dem Direktorat von Maurice Schwartz gegründet.  In den 1920er Jahren wurden Burlesquen (eine Gattung des US-amerikanischen Unterhaltungstheaters) neben Jiddischen Schauspielen aufgeführt, wobei der Komponist und Arrangeur Harry Lubin (1906–1977) in den 1920er und 1930er Jahren auch zeitweise als musikalischer Direktor hier tätig war.
Clemente Giglio baute das Theater 1939 in ein Kino um, um dort italienische Filme vorzuführen. 1940 wurde es zeitweilig durch eine unabhängigen (und von den Gewerkschaften boykottierten) Theatergruppe übernommen, auf Grund nicht ausreichender Einnahmen blieb es ein Experiment.
1962 wurde das Kino geschlossen und die Räume als Lagerhaus genutzt, 1984 wurde das Gebäude abgerissen.